# Elecciones presidenciales de Finlandia de 1962
Las elecciones presidenciales de Finlandia de 1962 se realizaron entre el 15 y 16 de enero para elegir al Presidente de la República para el período 1962-1968. La elección fue indirecta, siendo el presidente elegido por un Colegio Electoral de 300 miembros elegidos directamente. Urho Kekkonen se presentó a la reelección y obtuvo una aplastante victoria con el 63% de los votos y 199 electores. La participación electoral fue del 81.5%.

## Contexto
Desde la victoria extremadamente estrecha de Kekkonen en las elecciones presidenciales de 1956, sus oponentes políticos habían planeado derrotarlo fácilmente en 1962. En la primavera de 1961, una coalición compuesta por el Partido Socialdemócrata de Finlandia, la Coalición Nacional, el Partido Popular Sueco, el Partido Popular de Finlandia, el Partido Agrario, y la Liga Liberal presentaron la candidatura de Olavi Honka. El objetivo de la Liga Honka era recibir la mayoría de los 300 electores presidenciales, y así derrotar al presidente Kekkonen, que anunció su intención de ser reelegido por su partido, la Liga Agraria.
A finales de octubre de 1961, el gobierno soviético envió una nota diplomática al Gobierno finlandés, alegando que el neofascismo y el militarismo estaban creciendo tanto en Alemania Occidental que Finlandia y la Unión Soviética corrían peligro de ser atacadas por ese país o por otros miembros de la OTAN. La Unión Soviética pidió a Finlandia que negociara una posible cooperación militar conjunta en virtud de los artículos del Tratado fino-soviético. La llamada "crisis de la nota" alarmó a muchos finlandeses, políticos y votantes ordinarios por igual. A finales de noviembre de 1961, Honka retiró su candidatura presidencial. Kekkonen viajó entonces a la Unión Soviética, donde el líder soviético, Nikita Jruschov, negoció brevemente con él y aseguró a la audiencia en Novosibirsk que Finlandia y la Unión Soviética seguían teniendo buenas relaciones, aunque algunos finlandeses intentaron empeorarlas y que los ejercicios militares conjuntos no eran necesarios, después de todo.
Finalizada la crisis, la popularidad de Kekkonen aumentó enormemente, por lo que la coalición opositora se convirtió en una coalición oficialista, de la que solo los socialdemócratas se mantuvieron fuera. Kekkonen obtuvo así una fácil victoria, accediendo a la presidencia con más de dos tercios de los votos del Colegio Electoral.

## Resultados

### Voto popular
| Candidato                | Partido                      | Partido                                                               | Partido                                                               | Votos     | %    | Electores |
| ------------------------ | ---------------------------- | --------------------------------------------------------------------- | --------------------------------------------------------------------- | --------- | ---- | --------- |
| Urho Kekkonen            |                              | Unión Electoral                                                       | Liga Agraria                                                          | 698.199   | 31.7 | 111       |
| Urho Kekkonen            | Coalición Nacional           | Unión Electoral                                                       | 288.912                                                               | 13.1      | 37   |           |
| Urho Kekkonen            | Partido Popular de Finlandia | Unión Electoral                                                       | 176.576                                                               | 8.0       | 22   |           |
| Urho Kekkonen            | Partido Popular Sueco        | Unión Electoral                                                       | 147.340                                                               | 6.7       | 21   |           |
| Urho Kekkonen            | Liga Liberal                 | Unión Electoral                                                       | 7.898                                                                 | 0.4       | 1    |           |
| Urho Kekkonen            | Otros aliados                | Unión Electoral                                                       | 75.961                                                                | 3.4       | 7    |           |
| Urho Kekkonen            | Total Kekkonen               | Total Kekkonen                                                        | 1.394.886                                                             | 63.0      | 199  |           |
| Paavo Aitio              |                              | Liga Popular Democrática de Finlandia                                 | Liga Popular Democrática de Finlandia                                 | 451.750   | 20.4 | 63        |
| Rafael Paasio            |                              | Partido Socialdemócrata de Finlandia                                  | Partido Socialdemócrata de Finlandia                                  | 289.366   | 13.1 | 36        |
| Emil Skog                |                              | Unión Socialdemócrata de los Trabajadores y los Pequeños Agricultores | Unión Socialdemócrata de los Trabajadores y los Pequeños Agricultores | 66.166    | 3.0  | 2         |
| Otros                    | Otros                        | Otros                                                                 | Otros                                                                 | 36        | 0.0  | 0         |
| Votos en blanco/anulados | Votos en blanco/anulados     | Votos en blanco/anulados                                              | Votos en blanco/anulados                                              | 9.237     | –    | –         |
| Total                    | Total                        | Total                                                                 | Total                                                                 | 2.211.441 | 100  | 300       |
| Fuente: Nohlen & Stöver  |                              |                                                                       |                                                                       |           |      |           |

### Colegio Electoral
| Candidato               | Partido                                                               | Votos | %    |
| ----------------------- | --------------------------------------------------------------------- | ----- | ---- |
| Urho Kekkonen           | Liga Agraria                                                          | 199   | 66.3 |
| Paavo Aitio             | Liga Popular Democrática de Finlandia                                 | 62    | 20.7 |
| Rafael Paasio           | Partido Socialdemócrata de Finlandia                                  | 37    | 12.3 |
| Emil Skog               | Unión Socialdemócrata de los Trabajadores y los Pequeños Agricultores | 2     | 0.7  |
| Total                   | Total                                                                 | 300   | 100  |
| Fuente: Nohlen & Stöver |                                                                       |       |      |